# أندرو توماس
أندرو توماس (بالإنجليزية: Andrew Thomas)‏ هو سياسي أسترالي، ولد في 14 مارس 1936 في أستراليا، وتوفي في 14 مايو 2011 في نفس البلد. حزبياً، نشط في الحزب الليبرالي الأسترالي. وقد انتخب عضو مجلس الشيوخ الأسترالي ‏ عن دائرة أستراليا الغربية (13 ديسمبر 1975 – 4 فبراير 1983).